# Vera Fischer
Vera Fischer (Blumenau, Santa Catarina, 27 november 1951) is een Braziliaanse actrice en schoonheidskoningin.

## Biografie
Vera's vader was een nazi die na de Tweede Wereldoorlog zoals wel meerdere Duitsers vluchtte naar Brazilië. Hij vestigde zich in Blumenau en in 1951 kreeg hij met zijn vrouw dochter Vera. Ze had nooit een goede relatie met haar vader en schreef in haar autobiografie: Mijn vader was een Duitser, een nazi en verplichtte me om Hitler te lezen en sloeg me vaak.
In 1969 werd ze verkozen tot Miss Brasil en kreeg het kroontje opgezet door de vorige winnares Martha Vasconcellos, die ook Miss Universe geworden was in 1968. Zelf eindigde ze bij de top vijftien op 61 deelnemers in de Miss Universe verkiezing. In 1973 speelde ze mee in de erotische film A Superfêmea. Hierna speelde ze in meerdere films mee en ook in telenovelle's. In 1982 en 2000 stond ze op de cover van de Braziliaanse playboy. Ze is twee keer getrouwd geweest en heeft een dochter en een zoon. 